# In the Flesh - Live
In the Flesh - Live è un album dal vivo del cantante britannico Roger Waters, pubblicato nel 2000 dalla Columbia Records.

## Descrizione
Include le performance del tour In the Flesh durato tre anni. È stato pubblicato anche un DVD con lo stesso titolo, e l'insieme di CD e DVD venne ripubblicato in una nuova edizione nel 2006. Fu pubblicato anche un disco SACD, con sia il missaggio stereo che 5.1.
Il materiale del DVD venne registrato il 27 giugno del 2000, durante un concerto alla Rose Garden Arena, a Portland, mentre il doppio CD contiene varie registrazioni dell'intero tour negli Stati Uniti.

## Tracce
Testi e musiche di Roger Waters, eccetto dove indicato.
CD 1
1. In the Flesh – 4:41
2. The Happiest Days of Our Lives – 1:34
3. Another Brick in the Wall, Part II – 5:53
4. Mother – 5:37
  - (Voce principale: Roger Waters e Katie Kissoon)
5. Get Your Filthy Hands Off My Desert – 0:56
6. Southampton Dock – 2:15
7. Pigs on the Wing, Part 1 – 1:18
8. Dogs (Waters/Gilmour) – 16:26
  - (Voci principali: Jon Carin, Roger Waters and Doyle Bramhall II)
9. Welcome to the Machine – 6:57
10. Wish You Were Here (Gilmour/Waters) – 4:54
11. Shine On You Crazy Diamond, Pt. 1-8 (Gilmour/Waters/Wright) – 14:42
12. Set the Controls for the Heart of the Sun – 7:15

CD 2
1. Breathe (Pink Floyd) (Gilmour/Waters/Wright) – 3:22
  - (Voci principali: Doyle Bramhall II e Jon Carin)
2. Time (Gilmour/Mason/Waters/Wright) – 6:24 (Voci principali: Roger Waters e Doyle Bramhall II)
3. Money – 6:11
  - (Voce principale: Doyle Bramhall II)
4. Pros and Cons of Hitch Hiking, Part 11 (5:06 AM – Every Strangers' Eyes) – 5:19
5. Perfect Sense (Parts 1 and 2) – 7:26
  - (Voci principali: Roger Waters e P.P. Arnold)
6. The Bravery of Being Out of Range – 5:05
7. It's a Miracle – 8:12
8. Amused to Death – 9:24
9. Brain Damage – 4:07
10. Eclipse – 2:18
11. Comfortably Numb (Gilmour/Waters) – 8:10
  - (Voci principali: Roger Waters e Doyle Bramhall II)
12. Each Small Candle – 9:18

## Formazione
- Roger Waters – basso elettrico, chitarre, voce
- Doyle Bramhall II – chitarra, voce
- Andy Fairweather Low – chitarra, basso elettrico, voce
- Snowy White – chitarra
- Andy Wallace – tastiere, organo Hammond
- Jon Carin – tastiere, lap steel, chitarra acustica, voce
- Katie Kissoon – voce
- Susannah Melvoin – voce
- P. P. Arnold – voce
- Graham Broad – batteria, percussioni
- Norbert Stachel – sassofono